# Simone Manuel
Simone Ashley Manuel (* 2. August 1996 in Sugar Land, Texas) ist eine US-amerikanische Schwimmerin, die sich auf das Freistilschwimmen über Kurzstrecken spezialisiert hat.
Bei den Olympischen Sommerspielen 2016 gewann sie zwei Gold- (über 100 m Freistil – zeitgleich mit Penny Oleksiak – und mit der 4 × 100-m-Lagenstaffel) sowie zwei Silbermedaillen. Sie gewann als erste afroamerikanische Schwimmerin eine olympische Goldmedaille und schwamm dabei einen olympischen und amerikanischen Rekord.

## Werdegang
Manuel hat zwei ältere Brüder, von denen einer Basketball für die Southern Methodist University spielt. Die Fort Bend Austin High School schloss sie 2014 ab und studiert seitdem an der Stanford University, wo sie für die Stanford Cardinals schwimmt. Mit Stanford gewann sie die NCAA Team Championship der Frauen im Schwimmen und Turmspringen 2017 und 2018.
Manuel verbesserte drei Weltrekorde als Mitglied einer Staffel.
2024 startete Simone Manuel in Paris zum dritten Mal bei Olympischen Sommerspielen.

## Persönliche Bestzeiten
| Langbahn (50 m)       | Langbahn (50 m) | Langbahn (50 m)   | Langbahn (50 m) | Langbahn (50 m) |
| --------------------- | --------------- | ----------------- | --------------- | --------------- |
| Strecke               | Zeit            | Ort               | Datum           | Anmerkungen     |
| 50 m Freistil         | 23,97           | Budapest, Ungarn  | 30. Juli 2017   | NR, AM          |
| 100 m Freistil        | 52,04           | Gwangju, Südkorea | 26. Juli 2019   | NR, AM          |
| 50 yds Freistil (SC)  | 21,17           |                   | 16. März 2017   |                 |
| 100 yds Freistil (SC) | 45,56           |                   | 18. März 2017   | NR, AM          |

NR – Nationaler Rekord
AM – Amerikanischer Rekord

## Weltrekorde
| Strecke                  | Zeit    | Ort                 | Datum             |
| ------------------------ | ------- | ------------------- | ----------------- |
| 4 × 50 m Lagen Mixed     | 1:37,17 | Glasgow, Schottland | 21. Dezember 2013 |
| 4 × 100 m Freistil Mixed | 3:23,05 | Kasan, Russland     | 8. August 2015    |
| 4 × 100 m Lagen          | 3:45,20 | Indianapolis, USA   | 11. Dezember 2015 |
| 4 × 100 m Lagen Mixed    | 3:38,56 | Budapest Ungarn     | 27. Juli 2017     |
| 4 × 100 m Freistil Mixed | 3:19,60 | Budapest, Ungarn    | 29. Juli 2017     |
| 4 × 100 m Lagen          | 3:51,55 | Budapest, Ungarn    | 30. Juli 2017     |
| 4 × 100 m Freistil Mixed | 3:19,40 | Gwangju, Südkorea   | 27. Juli 2019     |

1. ↑  mit Eugene Godsoe, Kevin Cordes und Claire Donahue
2. ↑  mit Ryan Lochte, Nathan Adrian und Missy Franklin
3. ↑  Kurzbahnrekord mit Courtney Bartholomew, Katie Meili und Kelsi Worrell
4. ↑  mit Matt Grevers, Lilly King und Caeleb Dressel
5. ↑  mit Caeleb Dressel, Nathan Adrian und Mallory Comerford
6. ↑  mit Kathleen Baker, Lilly King und Kelsi Worrell
7. ↑  mit Caeleb Dressel, Zach Apple und Mallory Comerford